# هيرنان غارسيا دي غونزالو
هيرنان غارسيا دي غونزالو (بالإسبانية: Hernan Garcia de Gonzalo)‏ هو دبلوماسي تشيلي، ولد في 23 ديسمبر 1928.